# Бремнер, Билли
Уи́льям Джон Би́лли Бре́мнер (англ. William John "Billy" Bremner; 9 декабря 1942, Стерлинг, Шотландия — 7 декабря 1997, Донкастер, Англия) — шотландский футболист и футбольный тренер, наиболее известный по выступлениям за английский «Лидс Юнайтед». Голосованием болельщиков этого клуба в 2000 году Бремнер был признан величайшим игроком в истории «Лидса», ему был установлен памятник перед домашним стадионом клуба. Бремнер включён в залы славы английского и шотландского футбола.
За национальную сборную Шотландии Бремнер сыграл 54 матча, забил 3 гола.

## Биография

### Клубная карьера
Билли Бремнер подписал контракт с «Лидс Юнайтед» в 17 лет. Ранее он из-за низкого роста (166 см) был отвергнут «Челси» и «Арсеналом». Он дебютировал в основном составе в январе 1960 года, в сезоне, когда «Лидс» занял лишь 21-е место в первом дивизионе и опустился во второй. Следующие два сезона команда с трудом удерживалась от вылета ещё и в третий дивизион, но под руководством Дона Реви, бывшего форварда Лидса, ставшего в 1961 году тренером, команда стала стремительно подниматься: в 1964 году был выигран второй дивизион, в 1965 году команда заняла второе место в первом дивизионе и дошла до финала Кубка Англии, в 1966 году вновь была второй в чемпионате Англии.
Уже во втором своём сезоне Бремнер стал одним из ведущих игроков «Лидс Юнайтед». Его отличала неуступчивость в единоборствах, жёсткость в борьбе с противниками, в которой он легко мог нарушить правила, нанести травму. Газета The Sunday Times однажды назвала Бремнера «10 стоунами колючей проволоки». В целом «Лидс» того времени считался самой грубой командой Англии, а Билли Бремнер, Джонни Джайлз, Норман Хантер и Пол Рини имели репутацию костоломов. При этом Бремнер проделывал огромный объём работы на поле — всегда отрабатывал в защите и регулярно подключался к атакам команды, забивал немало голов. В 1966 году он стал капитаном «Лидса», заменив в этой роли другого шотландца, Бобби Коллинза. Бремнер всегда уважал и поддерживал тренера Реви, вместе с которым он ещё успел поиграть в начале своей карьеры, и Реви отвечал своему капитану взаимностью. Когда руководство «Лидса» рассматривало возможность продажи Бремнера, Реви выдвинул ультиматум: «Если он уйдёт, я тоже уйду».
С Доном Реви в качестве тренера и Билли Бремнером в качестве капитана «Лидс Юнайтед» являлся одной из сильнейших команд Европы конца 1960-х — начала 1970-х годов. Дважды, в 1969 и 1974 годах, команда побеждала в высшем дивизионе чемпионата Англии, дважды, в 1968 и 1971 годах, выигрывала Кубок ярмарок, в 1972 году — Кубок Англии. В 1970 году «Лидс» был очень близок к победе сразу в трёх турнирах: Первом дивизионе и Кубке Англии, а также в Кубке европейских чемпионов, однако в итоге не выиграл ни одного: в чемпионате уступил «Эвертону», в финале Кубка Англии — «Челси», а в полуфинале Кубка европейских чемпионов — шотландскому «Селтику». Сам Бремнер в 1970 году был признан Ассоциацией футбольных журналистов футболистом года в Англии.
После ухода Дона Реви из «Лидса» в сборную Англии, Бремнер был во главе оппозиции к новому тренеру Брайану Клафу, ранее неоднократно подвергавшему критике «Лидс» и самого Бремнера за грубую игру. Клаф в итоге продержался в клубе всего 44 дня. Клафа на тренерском посту сменил бывший капитан английской сборной, Джимми Армфилд, которому удалось вывести команду, состоявшую преимущественно из возрастных игроков, в финал Кубка чемпионов, где «Лидс» уступил мюнхенской «Баварии». В сентябре 1976 года Бремнер перешёл в «Халл Сити», выступавший во втором дивизионе, всего за «Лидс Юнайтед» он провёл 772 матча, больше матчей за этот клуб сыграл лишь Джек Чарльтон.

#### Статистика выступлений за «Лидс Юнайтед»
| Клуб         | Сезон   | Чемпионат Англии | Чемпионат Англии | Кубок Англии | Кубок Англии | Кубок Лиги | Кубок Лиги | Еврокубки | Еврокубки | Итого | Итого |
| Клуб         | Сезон   | Игры             | Голы             | Игры         | Голы         | Игры       | Голы       | Игры      | Голы      | Игры  | Голы  |
| ------------ | ------- | ---------------- | ---------------- | ------------ | ------------ | ---------- | ---------- | --------- | --------- | ----- | ----- |
| Лидс Юнайтед | 1959-60 | 11               | 2                | 0            | 0            | 0          | 0          | 0         | 0         | 11    | 2     |
| Лидс Юнайтед | 1960-61 | 31               | 9                | 1            | 0            | 2          | 1          | 0         | 0         | 34    | 10    |
| Лидс Юнайтед | 1961-62 | 39               | 11               | 2            | 0            | 4          | 1          | 0         | 0         | 45    | 12    |
| Лидс Юнайтед | 1962-63 | 24               | 10               | 0            | 0            | 0          | 0          | 0         | 0         | 24    | 10    |
| Лидс Юнайтед | 1963-64 | 39               | 2                | 3            | 1            | 1          | 0          | 0         | 0         | 43    | 3     |
| Лидс Юнайтед | 1964-65 | 40               | 6                | 8            | 2            | 1          | 0          | 0         | 0         | 49    | 8     |
| Лидс Юнайтед | 1965-66 | 41               | 8                | 2            | 0            | 0          | 0          | 11        | 3         | 54    | 11    |
| Лидс Юнайтед | 1966-67 | 37               | 2                | 6            | 0            | 4          | 0          | 10        | 1         | 57    | 3     |
| Лидс Юнайтед | 1967-68 | 36               | 2                | 5            | 0            | 6          | 1          | 11        | 1         | 58    | 4     |
| Лидс Юнайтед | 1968-69 | 42               | 6                | 2            | 0            | 2          | 0          | 8         | 1         | 54    | 7     |
| Лидс Юнайтед | 1969-70 | 35               | 4                | 9            | 1            | 2          | 0          | 8         | 3         | 54    | 8     |
| Лидс Юнайтед | 1970-71 | 26               | 3                | 2            | 0            | 1          | 0          | 10        | 4         | 39    | 7     |
| Лидс Юнайтед | 1971-72 | 41               | 5                | 7            | 0            | 4          | 0          | 2         | 0         | 54    | 5     |
| Лидс Юнайтед | 1972-73 | 38               | 4                | 7            | 1            | 5          | 0          | 7         | 0         | 57    | 5     |
| Лидс Юнайтед | 1973-74 | 42               | 10               | 5            | 1            | 1          | 0          | 4         | 0         | 52    | 11    |
| Лидс Юнайтед | 1974-75 | 27               | 1                | 8            | 0            | 2          | 0          | 6         | 3         | 43    | 4     |
| Лидс Юнайтед | 1975-76 | 34               | 5                | 2            | 0            | 2          | 0          | 0         | 0         | 38    | 5     |
| Лидс Юнайтед | 1976-77 | 4                | 0                | 0            | 0            | 1          | 0          | 0         | 0         | 5     | 0     |
| Лидс Юнайтед | Всего   | 587              | 90               | 69           | 6            | 38         | 3          | 77        | 16        | 771   | 115   |

### Карьера в сборной

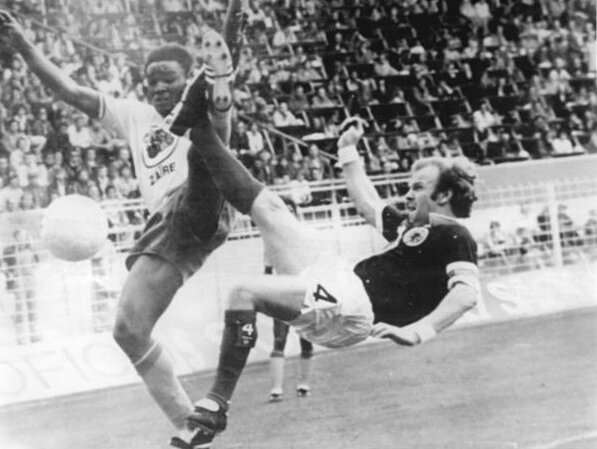
Билли Бремнер на чемпионате мира 1974 года в матче против сборной команды Заира, который сборная команда Шотландии выиграла со счётом 2:0

В сборной Шотландии Бремнер дебютировал в 1965 году в матче с испанцами, в 1967 играл в знаменитом матче с чемпионами мира, сборной Англии, выигранном шотландцами на «Уэмбли» со счётом 3:2. На чемпионате мира 1974 года, проходившем в ФРГ, Бремнер был капитаном шотландской сборной. В сентябре 1975 года Бремнер сыграл свой последний матч за сборную, против команды Дании. После той игры он и четыре других игрока, Вилли Янг, Джо Харпер, Пат Маккласки и Артур Грэм, устроили попойку в одном из ночных клубов Копенгагена и были выдворены оттуда за хулиганское поведение. За это Шотландская футбольная ассоциация запретила всем пятерым игрокам выступать за сборную. Запрет был снят в 1976 году, но Бремнер в сборную уже не вернулся. Всего за команду Шотландии он сыграл 54 матча и забил 3 гола.

### Тренерская карьера
В 1978 году Бремнер стал играющим тренером клуба четвёртого английского дивизиона «Донкастер Роверс». В то время он редко выходил на поле, сыграв за «Роверс» всего 5 матчей. В 1981 году Бремнеру удалось вывести команду в третий дивизион, где она продержалась два сезона, и повторить это достижение в 1984 году.
В 1985 году Бремнер вернулся в «Лидс Юнайтед» в качестве главного тренера. В то время от былой славы команды не осталось и следа — в 1982 году вылетела из первого дивизиона и была середняком второго. Бремнер проработал в «Лидсе» три сезона, так и не сумев вернуть команду в элитный дивизион английского футбола, лучшим его достижением было лишь 4-е место во втором дивизионе. Сменивший Бремнера на тренерском посту в 1988 году Говард Уилкинсон через два сезона выиграл с «Лидсом» второй дивизион, а ещё через два вернул клубу чемпионское звание.
В июле 1989 году Бремнер вернулся на тренерский пост в «Донкастер Роверс» и проработал там до ноября 1991 года, после чего окончательно ушёл из футбола.

### Смерть и наследие

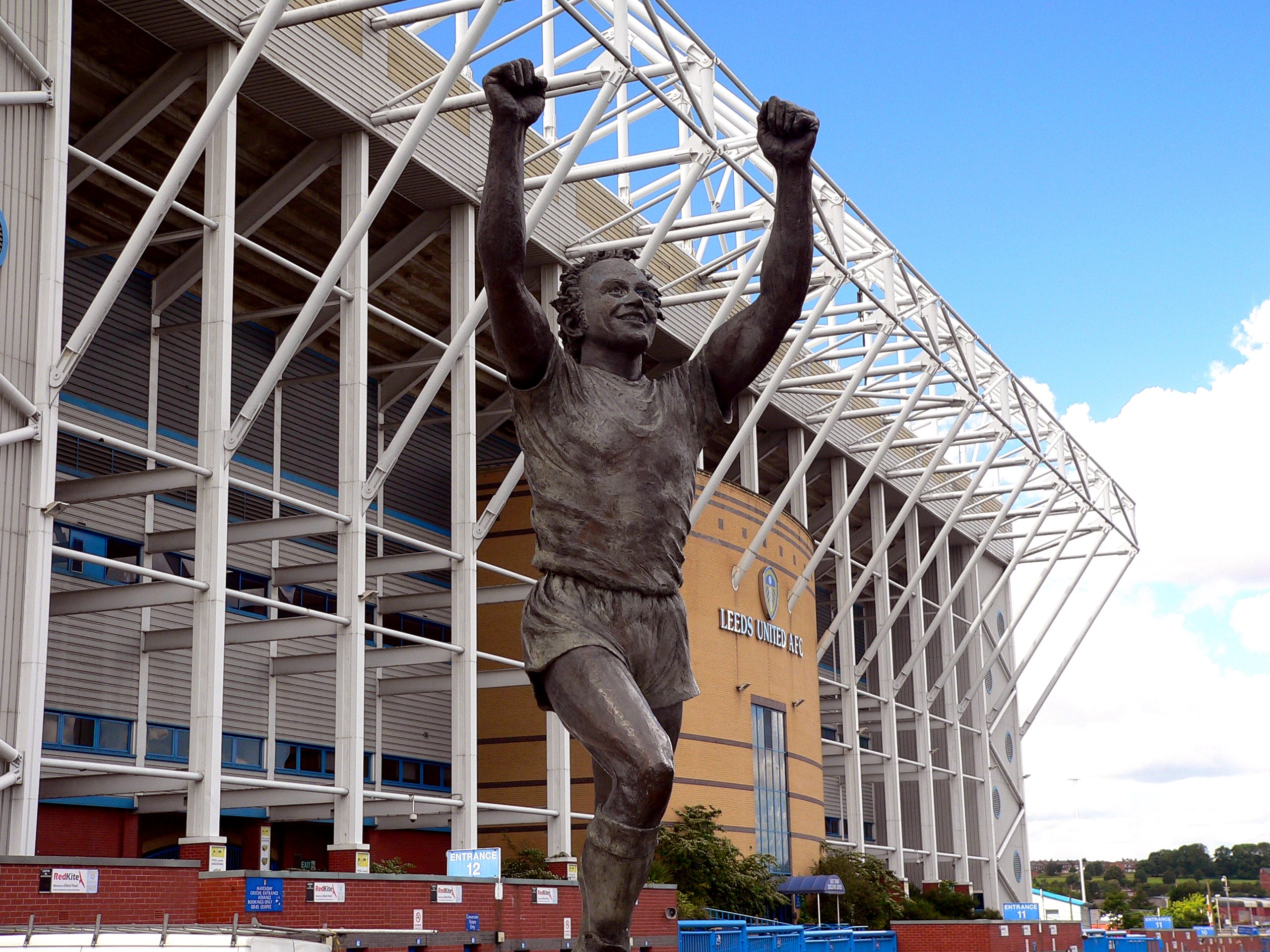
Памятник Билли Бремнеру перед домашним стадионом «Лидса» — «Элланд Роад»

В начале декабря 1997 года у Бремнера, жившего в Донкастере, случился сердечный приступ. Он был доставлен в больницу, где и умер 7 декабря, за два дня до своего 55-летия. На его похоронах в Эдлингтоне присутствовали почти все важные деятели шотландского футбола, в Лидсе также прошла церемония прощания.
Перед «Элланд Роад», домашним стадионом «Лидса», был установлен памятник Билли Бремнеру. В 2000 году болельщики «Лидс Юнайтед» признали Бремнера величайшим игроком в истории клуба.
В 1998 году Футбольная лига Англии включила Бремнера в список 100 легенд лиги. В 2004 году Бремнер был включён в Зал славы английского футбола и в только что созданный Зал славы шотландского футбола.

## Достижения

### Командные
Сборная Шотландии
- Победитель домашнего чемпионата Великобритании (4): 1967, 1970, 1972, 1974

«Лидс Юнайтед»
- Чемпион Англии (2): 1969, 1974
- Серебряный призёр чемпионата Англии (5): 1965, 1966, 1970, 1971, 1972
- Бронзовый призёр чемпионата Англии: 1973
- Обладатель Кубка Англии: 1972
- Финалист Кубка Англии (3): 1965, 1970, 1973
- Обладатель Кубка Футбольной лиги: 1968
- Обладатель Суперкубка Англии: 1969
- Финалист Суперкубка Англии: 1974
- Финалист Кубка европейских чемпионов: 1974/75
- Обладатель Кубка ярмарок (2): 1967/68, 1970/71
- Финалист Кубка ярмарок: 1966/67
- Финалист Суперфинала Кубка Ярмарок: 1971
- Финалист Кубка обладателей кубков: 1972/73

### Личные
- Футболист года по версии Ассоциации футбольных журналистов 1970
- Номинант на Золотой мяч (3): 1969, 1973, 1974
- Почётный список игроков сборной Шотландии по футболу: включён в 1988
- Зал славы шотландского футбола: включён в 2004